# Coqueiros do Sul
Coqueiros do Sul is een gemeente in de Braziliaanse deelstaat Rio Grande do Sul. De gemeente telt 3.342 inwoners (schatting 2009).